# Cunha (São Paulo)
Cunha é um município no leste do estado de São Paulo, no Brasil. A população aferida no Censo de 2010 foi de 21 866 habitantes, com uma área de 1 407,25 km², o que resultava numa densidade demográfica de 15,54 habitantes/km². A população calculada para 1º de julho de 2019 foi de 21 547 habitantes,. o que resultava em uma densidade demográfica de 15,69 habitantes/km². É a maior produtora de pinhão do estado de São Paulo. O município também concentra a maior frota de fuscas do Brasil. O município é formado pela sede e pelo distrito de Campos de Cunha.
Cunha também é famosa por sua paisagem interiorana, morros, clima, O Lavandário e por sua grande produção de cerâmica artística, sendo um dos maiores produtores da América Latina; dessa forma, é considerada a "Capital da Cerâmica".

## Estância Climática
Cunha é um dos 12 municípios paulistas considerados estâncias climáticas pelo Estado de São Paulo, por cumprirem determinados pré-requisitos definidos por Lei Estadual. Tal status garante a esses municípios uma verba maior por parte do Estado para a promoção do turismo regional. Também, o município adquire o direito de agregar junto a seu nome o título de Estância Climática, termo pelo qual passa a ser designado tanto pelo expediente municipal oficial quanto pelas referências estaduais.

## História
Por volta do ano 1000, a região foi invadida por povos tupis procedentes da Amazônia, que expulsaram os antigos habitantes tapuias para o interior do continente. No século XVI, quando os primeiros europeus chegaram à região, ela era ocupada pela tribo tupi dos tamoios.
Em 1597, uma expedição portuguesa comandada por Martim Correia de Sá saiu do Rio de Janeiro, desembarcou em Paraty e passou pela região de Cunha através da Trilha dos Guaianás visando a combater os tamoios, que estavam aliados aos franceses contra os portugueses. Desde o final do século XVII, a região já era conhecida como "Boca do Sertão", por ser um ponto onde se subia a serra em direção às Minas Gerais. Em 1730, viajantes se fixaram na região e fundaram um povoado. No povoado, a família portuguesa Falcão ergueu a capela da Sagrada Família. Por este motivo, o povoado passou a ser conhecido como "freguesia do Falcão". No início do século XVIII, foi erguida, entre a freguesia do Falcão e Paraty, a Barreira do Taboão, que era um posto destinado a controlar o fluxo de ouro procedente de Minas Gerais. O povoado foi elevado a vila em 3 de setembro de 1785 pelo então governador da Capitania de São Paulo, Francisco da Cunha e Meneses, com o nome de Nossa Senhora da Conceição de Cunha, em homenagem ao político. No século XIX, as antigas trilhas foram calçadas e ampliadas visando a transportar a grande riqueza da épocaː o café.
Foi elevada a município em 1858 com a emancipação de Guaratinguetá, já com a denominação atual. Vale a pena visitar o Museu Francisco Veloso, localizado na Praça Cônego Siqueira, com um grande acervo de peças antigas, principalmente da Revolução de 1932. O prédio abriga, ainda, a Biblioteca Municipal.
A emancipação político-administrativa é comemorada em 20 de abril, sendo outros feriados 8 de dezembro, dia da padroeira do município, e 19 de março, dia de São José. Outros eventos interessantes são a Queima do Judas e a Cavalaria de São Benedito, realizada na segunda-feira após a Páscoa.

### Revolução de 1932

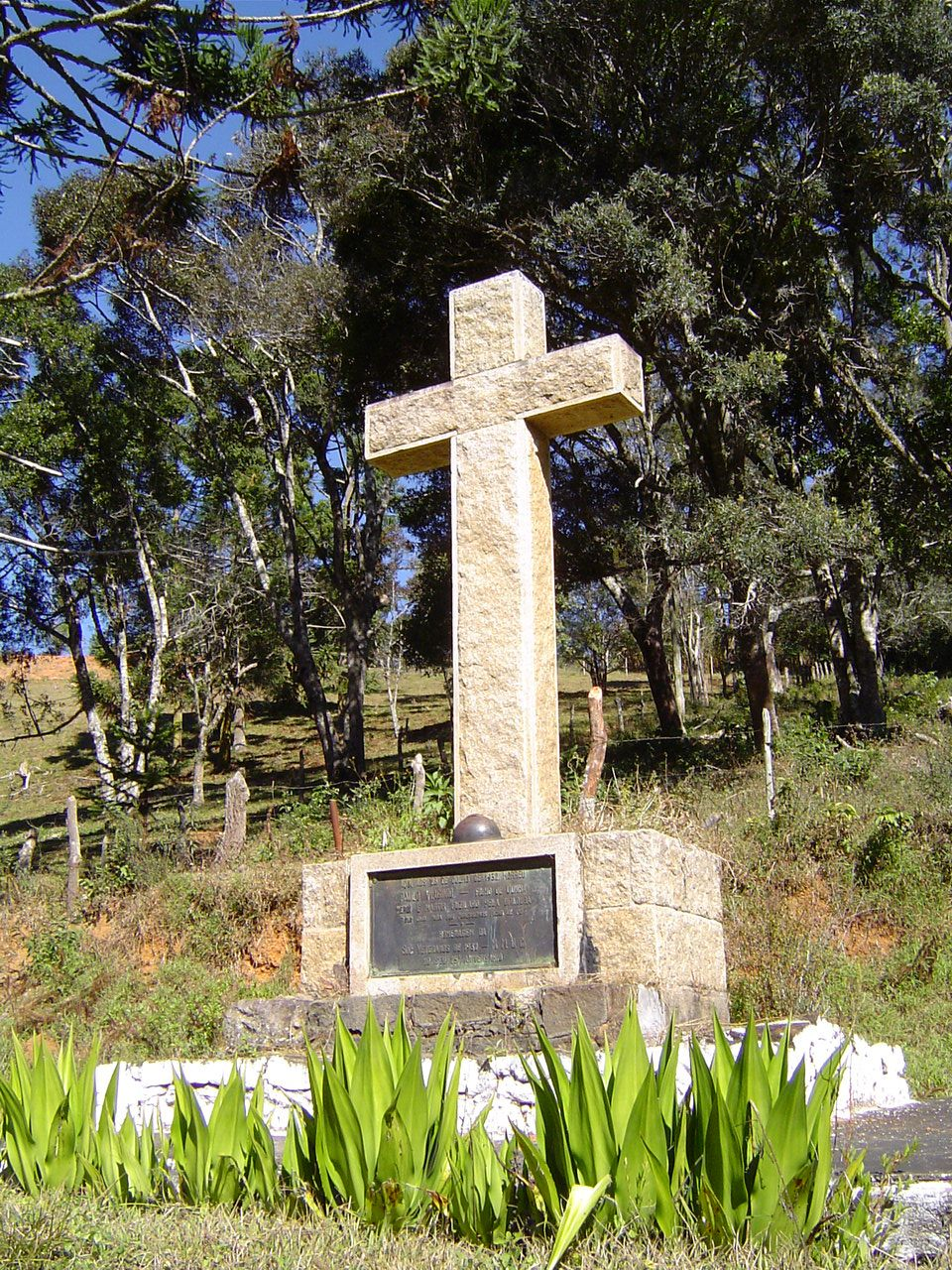
Monumento em homenagem ao mártir paulista Paulo Virgínio, na entrada de Cunha pela divisa com Paraty.

Em 1932, tornou-se palco de batalha na Revolução Constitucionalista, quando um batalhão da marinha do Rio de Janeiro composto de 400 praças subiu a Serra do Mar com a intenção de chegar à capital estadual pelo Vale do Paraíba. Os combates no município duraram três meses e, nesse período, a cidade, principalmente na zona rural, foi bastante arrasada: fazendas destruídas; casas e lavouras incendiadas; criações de animais saqueadas; bombardeios e pessoas inocentes sendo mortas pelas tropas. O centro da cidade tornou uma praça de guerra e a Igreja Matriz Nossa Senhora da Conceição foi bastante alvejada.
Durante este confronto, a cidade de Cunha conheceu seu herói e mártir, o lavrador Paulo Virgínio, que supostamente foi morto por não revelar a posição das tropas paulistas. Em homenagem a esse ilustre cidadão, foi construído um monumento no alto da serra, onde termina o asfalto da rodovia Vice-Prefeito Salvador Pacetti, na entrada de Cunha por Paraty.

## Geografia
O município de Cunha está inserido em uma área de planaltos (Bocaina, Paraitinga e Paraibuna) e serras (do Mar e Quebra-Cangalha), na região fisiográfica conhecida também como Mar de morros. A altitude varia muito em toda a extensão do município. As áreas mais baixas localizadas nas várzeas do Rio Paraitinga, na divisa com o município de Lagoinha, possuem uma altitude de 760 metros enquanto o ponto culminante, a Pedra da Macela, no alto da Serra do Mar, na divisa com o estado do Rio de Janeiro, possui uma altitude de 1 840 metros. A sede do município está a cerca de 950 metros de altitude e a Vila de Campos de Cunha está a cerca de 1 010 metros de altitude.
O município possui 3 229 propriedades agrícolas cadastradas.
- Em área, é o 11º maior município do estado de São Paulo.

### Hidrografia

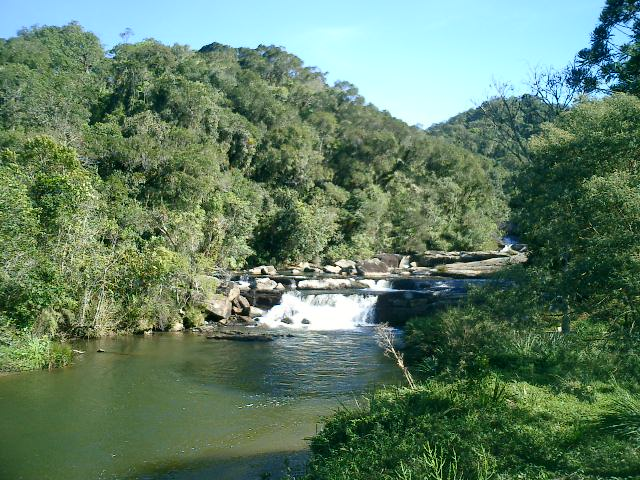
Rio Paraibuna dentro do Parque Estadual da Serra do Mar (Núcleo Cunha-Indaiá)

#### Rios
- Rio Jacuí
- Rio Paraibuna
- Rio Paraitinga
- Rio da Barra
- Rio Bonito
- Rio do Cedro
- Rio da Guabiroba
- Rio do Encontro
- Rio Indaiá
- Rio Jacuí Mirim
- Rio Jacuizinho
- Rio Manso
- Rio Mirim
- Rio do Peixe

#### Cachoeiras

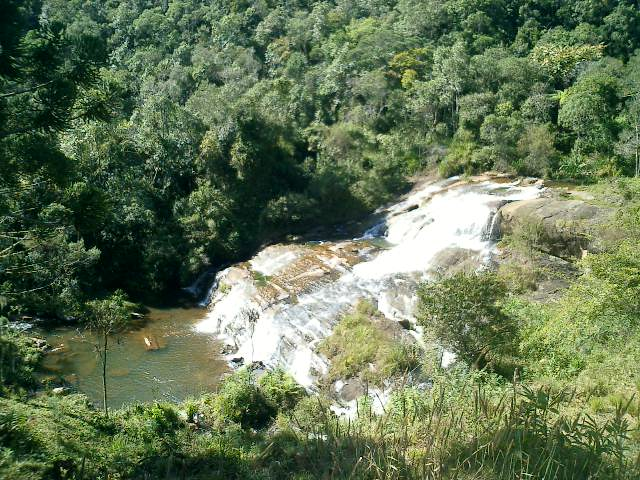
Cachoeira do Paraibuna.

- Cachoeira da Barra
- Cachoeira do Barracão
- Cachoeira do Desterro
- Cachoeira do Jericó
- Cachoeira do Mato Limpo
- Cachoeira do Pimenta
- Cachoeira do Paraibuna [ao lado]
- Cachoeira do Paraitinga
- Cachoeira do Ribeirão
- Cachoeira do Bangú

#### Catástrofe de 2010
As fortes chuvas ocorridas no final do mês Dezembro de 2009, na Microrregião da Paraibuna e Paraitinga, elevaram o nível dos rios causando enchentes, quedas de barreira e de pontes e trouxe prejuízos aos moradores de Cunha. As chuvas persistiram até a virada do ano.
Diversas estradas, entre elas a SP-171, tiveram quedas de barreira e pontes estouradas pela força da correnteza das enchentes, isso impossibilitou o tráfego entre Cunha e as cidades vizinhas. Todos os acessos rodoviários à Cunha foram interditados, deixando o município totalmente isolado por vias terrestres. A energia elétrica foi cortada em diversas áreas por motivos de segurança.
Logo no primeiro dia do ano de 2010, ocorreu um grave acidente na Barra do Bié, bairro rural ao sul da cidade. Houve um desmoronamento de terra que soterrou uma casa com sete pessoas. O acidente matou seis pessoas e deixou uma sobrevivente.
Após o cessar da chuva, no município havia cerca de 600 desbarrancamentos e 300 pontes destruídas. Desvios e pontes provisórias foram feitas nas estradas para emergência, saída de turistas e entrada de equipes de apoio.
Na terça-feira, 5 de janeiro, o prefeito Osmar Felipe Júnior decretou estado de calamidade pública no município. Foram afetadas aproximadamente 12 mil pessoas. Cerca de 95 tiveram de sair de suas moradias.
Os bairros Jericó, Capivara, Barro Vermelho, Bananal, Três Pontes, Itambé, Sertão dos Marianos, Catioca, Catioquinha, Cachoeira dos Rodrigues, Sapezal e Fazenda Santana foram os mais afetados, com as fortes chuvas, tiveram suas estradas destruídas e permaneceram isolados e sem energia elétrica por dias.
De acordo com a Defesa Civil, cerca de 90 casas estavam condenadas. Foi estimado, ao município, um prejuízo de 20 milhões de reais.
A SP-171, principal estrada de Cunha já está com o acesso liberado, e foi totalmente remodelada e pavimentada em 2013. O trecho fluminense também se encontra em obras de remodelação para criação de uma estrada-parque.

### Relevo
- Pedra da Macela
- Serra do Quebra Cangalha
- Serra do Indaiá
- Serra do Mar
- Serra da Bocaína

### Áreas de Preservação
- Parque Estadual da Serra do mar: Núcleo Cunha-Indaiá e Núcleo Santa Virgínia
- Parque Nacional da Serra da Bocaína
- Área de Proteção Ambiental da Bacia do Rio Paraíba do Sul

### Clima

#### Características gerais
O município de Cunha, geomorfologicamente, está inserido dentro dos planaltos e serras do sudeste, uma região marcada pelo clima Clima Oceânico, uma das variáveis climáticas dentro do Domínio Tropical, que determina uma condição especial de clima para altitudes superiores à cota de 1.000m. As temperaturas anuais caem para menos de 18 °C e a pluviosidade se acentua, sobretudo nas regiões próximas ao litoral atlântico, em posição de barlavento. A dinâmica atmosférica da região é basicamente controlada pela célula de Alta Pressão Subtropical do Atlântico Sul, onde se configura a Massa Tropical Marítima, sendo, também, afetada ocasionalmente pela Massa Tropical Continental, originária da Baixa Pressão do Chaco/Pantanal, além dos efeitos desestabilizadores desencadeados pelos avanços da Frente Polar e oscilações da Zona de Convergência Intertropical (ZCIT).
Sendo Cunha de clima subtropical com verões mornos, podemos identificar durante o ano duas estações bem definidas e distintas entre si. No inverno, é intensa a ação de anticiclones móveis, associada à dinâmica da Frente Polar, especialmente quando reforçada pelo ar polar do Pacífico, de trajetória continental, portanto, menos úmido e mais estável. Também há o deslocamento para o continente do Anticiclone Subtropical que reduz a nebulosidade e as precipitações. A altitude elevada, a baixa temperatura (abaixo de 0 °C em alguns lugares) e os intensos ventos gelados possibilitam ocorrer no município, principalmente nas áreas mais planas, as geadas. Embora seja um fenômeno admirado pelos turistas, a geada traz prejuízos à economia cunhense, uma vez que danifica as pastagens utilizadas para pecuária leiteira e de corte. O inverno é frio e seco, sendo comum estiagem de até mais de um mês.
No verão, a ativa evaporação sobre os oceanos transfere enorme volume de vapor de d'água para atmosfera, instabilizando-a e provocando precipitação em toda região e no município de Cunha. Outro fenômeno climático que ocorre em Cunha é chamado (vulgarmente) pelos moradores locais de chuva da serra, precipitação tênue e constante que dura em média de 3 a 4 dias. Em dias quentes é comum ocorrer também, a partir das 14 horas, a chamada fumaça da serra, uma forma de neblina espessa que cobre toda a área de abrangência da Serra do Mar em Cunha, não chega a ser uma chuva, mas a precipitação de partículas de água (orvalho) mantém úmida toda a região onde ocorre. Esse fenômeno é intercalado de fortes e gélidos ventos no sentido sul – norte.
Ambos os fenômenos (chuva da serra e fumaça da serra) resultam de umidade de origem marítima que é parcialmente bloqueada pelo relevo (orografia), ocasionando excepcional acréscimo de chuvas nas áreas serranas, principalmente nas imediações do Parque Nacional da Serra da Bocaina e no Parque Estadual da Serra do Mar/Núcleo Cunha - Indaiá. Durante os ciclones de verão (ao contrário das chuvas de inverno), há a ocorrência de raios, granizos e rajadas de vento. Inundações ocorrem em pontos isolados, e as vezes, dificulta e impede a circulação em áreas rurais. As fortes chuvas também são as grandes responsáveis por fenômenos erosivos e movimentos de massa que ocorrem em todo o município, seja na área rural ou urbana.

#### Normal climatológica
Em 1960, a Organização Mundial de Meteorologia (OMM) definiu o clima como sendo o estado médio da atmosfera caracterizado pela temperatura, umidade, vento, chuva, pressão, radiação solar etc., em um período de no mínimo trinta anos de observação. Este período é chamado de normal climatológica. Designa-se por normal climatológica de um elemento climático em determinado local o valor médio correspondente a um número de anos suficiente para se poder admitir que ele representa o valor predominante daquele elemento no local considerado. A OMM fixou para este fim 30 anos começando no primeiro ano de cada década (1901-30, …, 1931-1960, 1941-1970, …, 1961-1990, 1971-2000). Os apuramentos estatísticos referentes a estes intervalos são geralmente designados por normais climatológicas (sendo, nomeadamente as normais de 1931-1960 e 1961-1990 consideradas as normais de referência). Assim, sempre que afirmamos que determinado dia, mês, estação ou ano foi seco temos que comparar com a média climatológica do local. Em Cunha, o período analisado foi de 1941-1970 e a análise foi feita pelo Departamento de Águas e Energia Elétrica do Estado de São Paulo (DAEE/SP). Para as localidades com dados do DAEE, a temperatura média mensal foi estimada a partir do método das coordenadas geográficas, com os coeficientes determinados para o Estado de São Paulo por PEDRO JR. et al. (1991). A temperatura histórica de Cunha é a seguinte:
| Gráfico climático para Cunha                               | Gráfico climático para Cunha | Gráfico climático para Cunha | Gráfico climático para Cunha | Gráfico climático para Cunha | Gráfico climático para Cunha | Gráfico climático para Cunha | Gráfico climático para Cunha | Gráfico climático para Cunha | Gráfico climático para Cunha | Gráfico climático para Cunha | Gráfico climático para Cunha |
| ---------------------------------------------------------- | ---------------------------- | ---------------------------- | ---------------------------- | ---------------------------- | ---------------------------- | ---------------------------- | ---------------------------- | ---------------------------- | ---------------------------- | ---------------------------- | ---------------------------- |
| J                                                          | F                            | M                            | A                            | M                            | J                            | J                            | A                            | S                            | O                            | N                            | D                            |
| 265 25 17                                                  | 253 25 17                    | 240 25 17                    | 160 23 15                    | 100 21 12                    | 64 20 10                     | 68 19 9                      | 76 20 10                     | 101 21 13                    | 192 22 14                    | 223 23 15                    | 278 24 16                    |
| Temperaturas em °C • Precipitações em mmFonte: Tempo Agora |                              |                              |                              |                              |                              |                              |                              |                              |                              |                              |                              |

De acordo com o gráfico acima, o clima de Cunha tem precipitações acima dos 42mm de chuva para mês mais seco do ano, junho, o que determina a letra "f" para o regime de chuvas da classificação de Köppen-Geiger, Possui 21°C de temperatura no mês mais quente do verão, média abaixo de 22°C para o mês mais quente do ano, o que determina a letra "b" para o radical climático, determinando então que esta estação possui verões temperados e não subtropicais úmidos e quentes como ocorre na capital São Paulo.
O Clima de Cunha é classificado como do tipo Clima Oceânico tipo Cfb, chamado também de temperado marítimo ou mesmo Subtropical, Cfb.

### Rodovias
- BR-459 de nome Rodovia Juscelino Kubitschek De Oliveira, que liga Lorena até Poços de Caldas
- Rodovia Paulo Virgínio
- Rodovia Vice-Prefeito Salvador Pacetti
- Estrada para Paraty (RJ-165)

## Demografia

### Dados demográficos
Dados da estimativa IBGE - 2019
População total: 21 547
- Homens: 11 147
- Mulheres: 10 400

Densidade demográfica (hab./km²): 15,69
Mortalidade infantil até 1 ano (por mil): 14,99
Expectativa de vida (anos): 71,69
Taxa de fecundidade (filhos por mulher): 2,41
Taxa de alfabetização: 85,85%
Índice de Desenvolvimento Humano (IDH-M): 0,733
- IDH-M Renda: 0,611
- IDH-M Longevidade: 0,778
- IDH-M Educação: 0,810

(Fonte: IPEADATA)

## Política e administração

### Subdivisões
Bairros
- Abóboras
- Águas de Santa Rosa
- Alto do Cruzeiro
- Alto do Jovino
- Aparição
- Areão
- Bananal
- Bangu
- Barra do Bié
- Barra do João Alves
- Barra do Chico do Láu
- Barra do Cedro
- Barro Vermelho
- Bexiga
- Boa Vista
- Bocaina de São Roque
- Bocaininha
- Borda do Campo
- Cachoeira dos Rodrigues
- Cachoeirinha
- Cajuru
- Cambucá
- Camundá
- Campo Alegre
- Campos Novos
- Canjerana
- Capetinga
- Capivara
- Carneiros
- Catioca
- Catioquinha
- Cedro
- Cume
- Desterro
- Divino Mestre
- Encontro
- Encruzilhada
- Engenho
- Falcão
- Ferraz
- Gândara
- Guabirola
- Guaricanga
- Guaranjanga
- Indaiá
- Ingá
- Itacuruçá
- Itambé
- Jacuí
- Jardim
- Jericó
- Largo do Rosário
- Limoeiro
- Macuco
- Mato Escuro
- Mato Limpo
- Milho Branco
- Monjolo
- Morro Grande
- Paia Grande
- Paiol
- Palmeiras
- Palmital
- Paraibuna
- Paraitinga
- Paraitinga dos Motas
- Pedra Branca
- Pedra da Macela
- Pinhal
- Pinheirinho
- Rio Abaixo
- Rio Manso
- Rio Sertão
- Rocinha
- Roça Grande
- Rodeio
- São José da Boa Vista
- Samambaia
- Santana
- Sapezal
- Sertão dos Marianos
- Sítio
- Taboão
- Tamancas
- Três Pontes
- Vidro
- Vila Mauá
- Vargem Grande
- Várzea da Cachoeira
- Várzea da Santa Cruz
- Várzea do Tanque
- Várzea Gouveia
- Vila Rica

## Infraestrutura

### Comunicações
O sistema de telefones automáticos foi inaugurado na cidade em 1977 pela Telecomunicações de São Paulo (TELESP), que também implantou o sistema de discagem direta à distância (DDD) em 1978 com o código de área (0125). Anteriormente a cidade era atendida pela Companhia de Telecomunicações do Estado de São Paulo (COTESP).
Na década de 90 o código DDD da cidade foi alterado para (012), para padronização do sistema telefônico com a telefonia celular que estava sendo implantada em todo o estado.

### Transportes
O município possui uma linha intermunicipal entre as rodoviárias de Cunha e Guaratinguetá, a companhia responsável pelo trajeto, de cerca de uma hora de viagem, é a Viação São José.
Existem outras linhas municipais sob concessão da prefeitura municipal, as quais operam com horários e dias determinados.

## Turismo

O Lavandário de Cunha

A Estância Climática de Cunha é um destino que sabe encantar todos que a visitam. Dos campos de lavanda ao pico da Pedra da Macela, a cidade está sempre aberta para quem deseja apreciar a natureza exuberante, a ampla bagagem histórica e a essência caipira que compõe o seu cotidiano. No meio da Serra do Mar, Serra da Bocaina e da Serra da Quebra-Cangalha, com mais de 1400 Km² entre colinas e montanhas, Cunha é um dos principais destinos da Estrada Real. Acidade é uma excelente parada para caminhantes, ciclistas e para quem gosta de se aventurar em atividades ecoturísticas. Os diversos festivais regionais, festas religiosas e a rica gastronomia evidenciam o Calendário Turístico e Cultural, repleto de oportunidades para experienciar momentos que vão ficar na memória dos visitantes.
Alguns dos principais festivais e Pontos Turísticos que atraem visitantes à Cunha são:

### Festival de Inverno Acordes na Serra
O Festival de Inverno foi um dos primeiros festivais musicais a serem criados na cidade pelo poder público como lazer para a população local e também com o intuito de atrair turistas e visitantes para conhecerem a região. Sua primeira edição ocorreu no ano de 1994, desde então a cidade recebe anualmente, durante o mês de Julho, visitantes de todo o país para prestigiarem músicos nacionais e internacionais, de um variado repertório e estilos musicais. Nomes como Chico Teixeira, Zeca  Baleiro, Almir Sater, Serial Funkers e a Orquestra Sinfônica do Estado de São Paulo (OSESP) são alguns exemplos de músicos que já abrilhantaram o festival.

### Festa do "Divino Espírito Santo"
Uma das mais tradicionais festas religiosas do Vale do Paraíba, a "Festa do Divino" em Cunha coincide com o calendário do Festival de Inverno no terceiro domingo do mês de Julho. A festa inicia com uma novena e se encerra com o tradicional almoço no domingo na "Casa da Festa", localizada no bairro do Falcão.

### Festival do Pinhão
Como uma das principais produtoras de Pinhão do país, em 2001, Cunha ganhou um Festival para celebrar a cultura caipira e apresentar as receitas variadas realizadas com a semente da araucária. Os restaurantes locais sempre se envolvem e desenvolvem pratos envolvendo pinhão e outros produtos regionais como cordeiro, truta, shitake, vinhos e cervejas artesanais. 

### L'Étape Brasil
O L'Étape Cunha by Tour de France é uma das provas de ciclismo amador da série L'Étape no Brasil, cujo objetivo é aproximar os participantes da experiência da maior competição de ciclismo do mundo, o Tour de France.
A cidade de Cunha sediou a primeira edição do L'Étape no Brasil em 2015, tendo sua segunda edição em 2016 e a terceira em 2017. Depois a prova foi para as cidades de Campos do Jordão e do Rio de Janeiro. Após um intervalo de 5 anos a prova retorna para Cunha, em 2023, onde a organização proporcionou o mais alto nível de entretenimento esportivo para atletas, familiares e amigos.
Atualmente o L'Étape Brasil by Tour de France acontece em 3 cidades diferentes, L’ÉtapeCunha no mês de Abril, o L’Étape Rio de Janeiro no mês de Junho e o L'Étape Campos do Jordão no mês de Setembro.

### Pedra da Macela

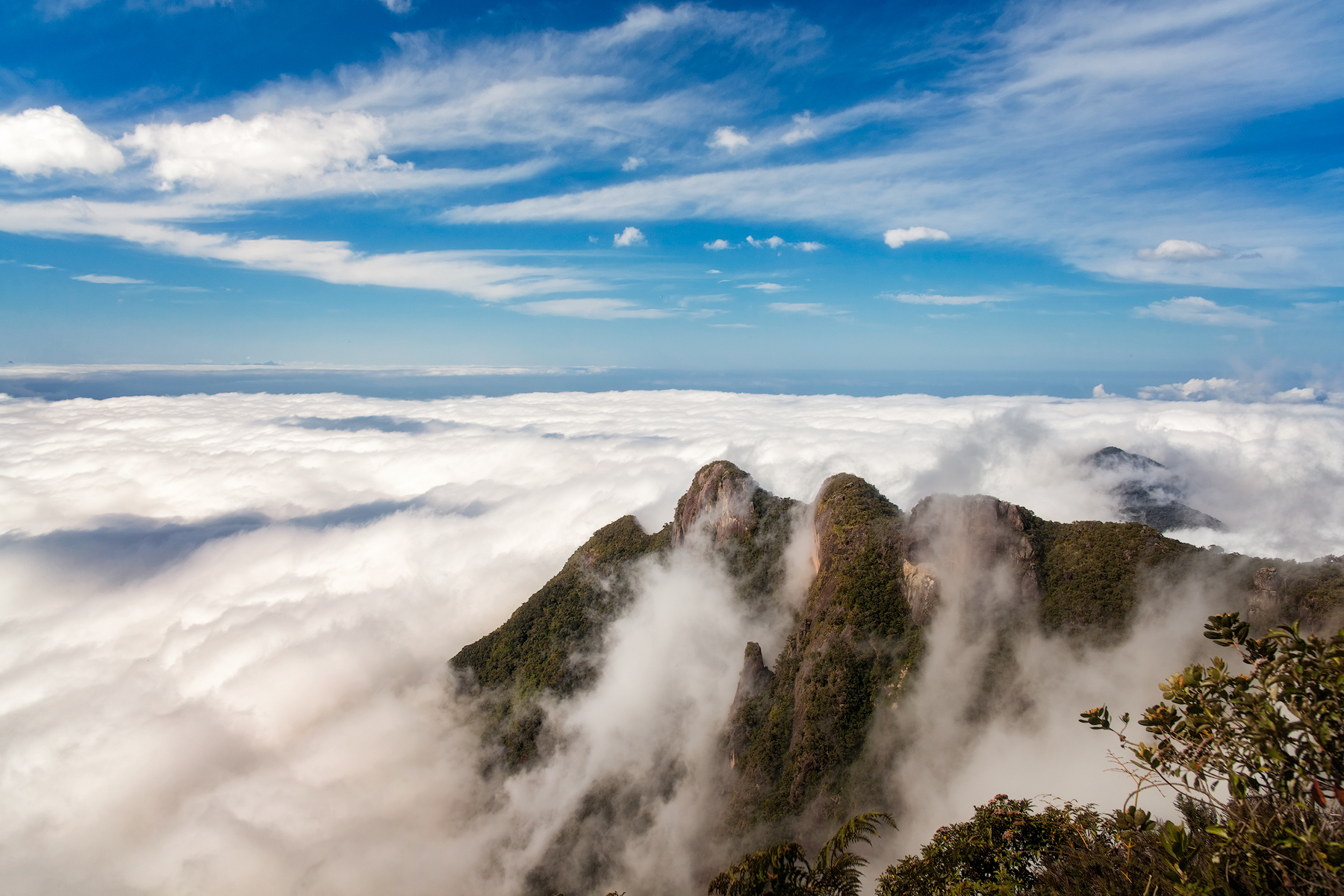
Pedra da Macela

A Pedra da Macela está situada na divisa entre os estados de São Paulo e Rio de Janeiro. O acesso se dá pela rodovia SP-171 na altura do km 65, após a saída da rodovia deve-se percorrer 5 Km por uma estrada de cascalhada e com alguns pontos calçados até chegar à base da montanha. A partir desse ponto é preciso caminhar por 2 Km por uma trilha íngreme pavimentada por bloquetes, com tempo estimado médio de uma hora para o percurso. Devido a elevada inclinação do terreno é importante que o caminhante deva ter um bom nível de preparo físico e esteja com calçados apropriados para alcançar o topo.
Em dias de tempo limpo é possível ver a cidade de Paraty, parte da Ilha Grande, a usina de Angra dos Reis e o Pico dos Marins na Serra da Mantiqueira.

### Casa do Artesão
Sediada próximo ao Parque Lavapés, a Casa do Artesão conta com um espaço amplo e com acessibilidade para todos os visitantes. No piso térreo da Casa do Artesão são expostos e comercializados obras de artistas locais, das mais variadas técnicas - pintura, tricô, cerâmica, esculturas em madeira entre outros. No mezanino são realizadas exposições temporárias de trabalhos de artistas locais e regionais. No prédio anexo ao principal se encontra um café, onde os visitantes podem degustar biscoitos, sucos, bolos e outras delícias caseiras.

### Cerâmica em Cunha

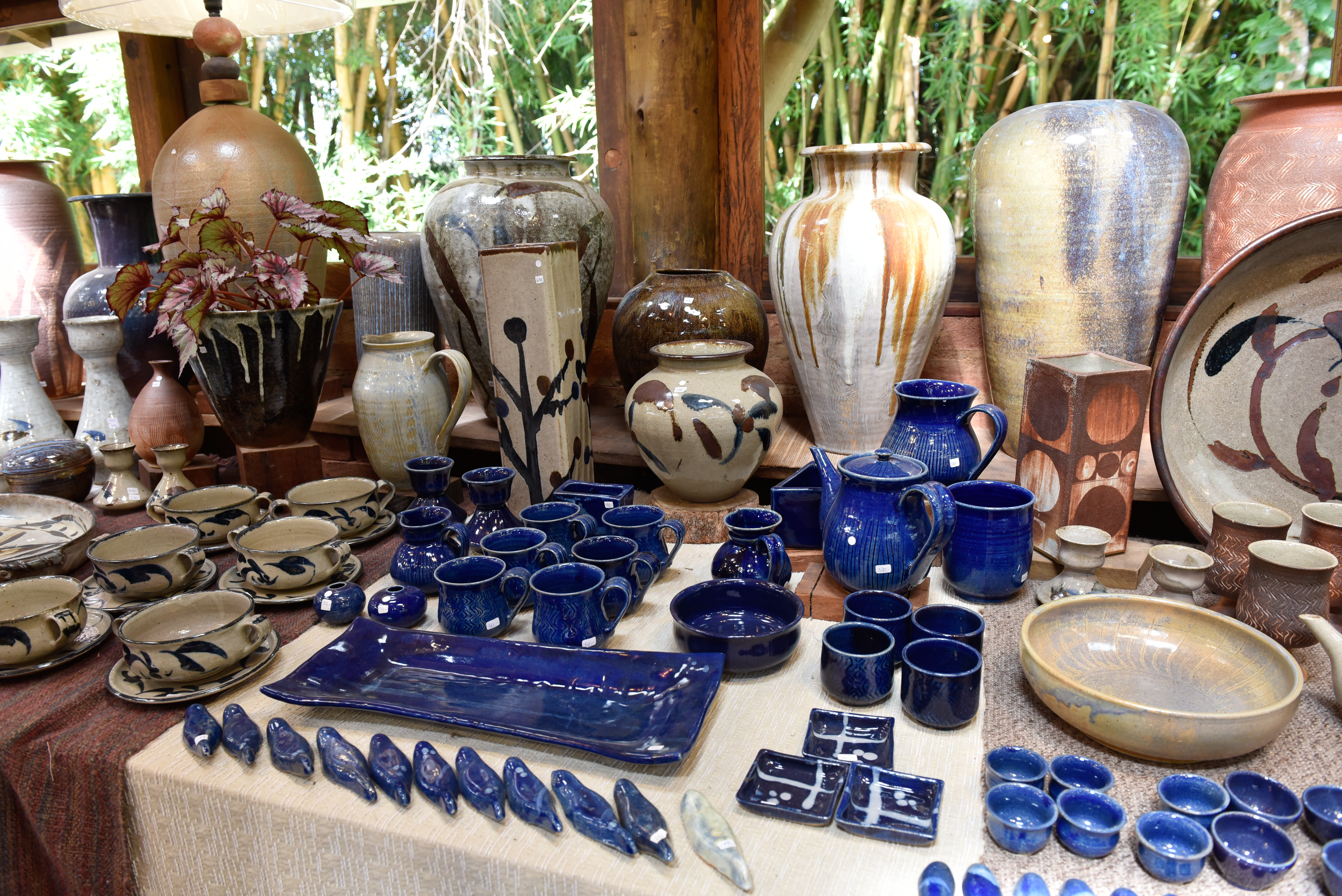
Cerâmica artística produzida no município, um dos maiores da América Latina

A cerâmica é uma atividade de crescente importância em Cunha. Ela existe desde que a região era ocupada pelos índios da etnia dos tamoios. Esta atividade foi continuada pelas paneleiras que produziam peças utilitárias com técnica rudimentar, queimadas em forno de barranco.
Em 1975, chegou, a Cunha, um grupo de artistas que se instalaram no antigo Matadouro Municipal, que estava sem uso na época, o qual foi cedido em regime de comodato pela Prefeitura Municipal de Cunha. O grupo era formado pelo casal japonês Toshiyuki e Mieko Ukeseki, o português Alberto Cidraes (remanescentes do Grupo Takê) e os irmãos oriundos de Minas Gerais, Vicente e Antônio Cordeiro. Esse grupo dará início à construção do primeiro forno noborigama em Cunha. O forno noborigama é uma técnica de cerâmica de alta temperatura trazida do Japão. O grupo constrói o forno noborigama, dando início assim ao ateliê do Antigo Matadouro. A primeira abertura de fornada acontece em 1976. Esse forno funciona até 1978 como forno grupal.
No final da década de 1980, a cerâmica desenvolvida em Cunha começa a se projetar no cenário nacional e os ceramistas a produzir de forma mais sistematizada. São realizadas aberturas de fornadas ao público e ceramistas paulistanos começam a chegar na cidade para montar os seus ateliês. Essa nova configuração organizacional da atividade cerâmica proporcionará o incremento do fluxo de turistas na cidade e fomentará a realização dos festivais de inverno, que se engendrariam posteriormente.
Em 2005, foram comemorados os 30 anos da construção do primeiro forno Noborigama em Cunha e foi realizado o I Festival de Cerâmica de Cunha (16 de julho a 11 de setembro de 2005) e todo ano é comemorado o Festival para que os turistas possam apreciar os diferentes ateliês. O forno Noborigama, forno ascendente em japonês, foi o mais eficiente para alta temperatura na era pré-industrial. Uma sucessão de câmaras interligadas em patamares, garante um controle localizado da temperatura e uma economia de combustível, pelo aproveitamento do calor usado na câmara anterior. Permite a queima simultânea de grande quantidade de peças com variações que a naturalidade do fogo de lenha imprime.
Em 9 de janeiro de 2009, foi criado, pelos ceramistas locais e outros agentes culturais, o Instituto Cultural da Cerâmica de Cunha (ICCC) que visa a ser a organização institucional do polo de cerâmica artística do município. Os principais objetivos do ICCC são: promover o crescimento e a difusão da atividade cerâmica; promover ações educativas e culturais para a população local; e construir uma escola, museu e centro cultural.
Cunha é um dos mais importantes centros de cerâmica artística da América Latina, com 17 ateliês agrupados na Cunha Cerâmica, associação dos ceramistas de Cunha. Os ateliês de cerâmica são uma das principais atrações do turismo cultural de Cunha, recebendo inúmeros visitantes.
De acordo com a Lei Nº 14.363, de 1º de Junho de 2022, ficou conferido o título de Capital Nacional da Cerâmica de Alta Temperatura à cidade de Cunha, no Estado de São Paulo.

### Vitivinicultura cunhense
Cunha já teve um período áureo na produção de vinho, introduzida no município por Antônio de Serpa Junior (chegou em Cunha para tratamento de saúde, escolhida esta pelo excelente clima que possui), ganhando medalha de prata na exposição Sul-americana realizada em Berlim no ano de 1887. Hoje, a família Veloso vem trabalhando no resgate da vinicultura cunhense, já produzindo seus vinhos de mesa, sendo utilizada as uvas Isabela e Moscatel.

### Cafeterias Temáticas
Em 2019 foi fundada a primeira cafeteria temática de Cunha, a Estação Café Real é uma réplica de um estação de trem do século passado. Ela fica localizada na Rodovia Paulo Virgílio, por volta do KM 42,5, e se tornou um dos principais pontos turísticos da cidade, inclusive como um local de frequente peregrinação para aqueles que são apaixonados pelo tema. Além de uma cafeteria famosa pelo bom café e delicioso cardápio oferecido, a Estação Café Real conta com um empório com diversos produtos locais e especiais de diversas regiões do Brasil.

### Parque Estadual da Serra do Mar
Em Cunha, está um pedaço da Mata Atlântica ainda intacta, que hoje é preservada e protegida pelo estado de São Paulo. A área é guardada pelo Parque Estadual da Serra do Mar, representado aqui pelos Núcleos Cunha-Indaiá e Santa Virgínia.

#### Núcleo Cunha-Indaiá
O Núcleo Cunha-Indaiá possui uma área de 14 mil hectaresː 10 mil estão em Cunha, os outros 4 mil em Ubatuba. A reserva ambiental guarda grande parte da fauna e flora tipicamente paulistas e grandes representantes da Mata Atlântica, como a onça-pintada, a anta e árvores como o pinheiro-brasileiro.

#### Núcleo Santa Virgínia
Um outro núcleo do Parque Estadual da Serra do Mar se encontra dentro dos limites da cidade de Cunhaː é o Núcleo Santa Virgínia, que possui 1 581 hectares.

### Tombamento
Há vários motivos para a ação de preservação do patrimônio cunhense acumulado do ponto de vista histórico, artístico, cultural e paisagístico. Basta lembrar que há referências históricas da existência de uma povoação primitiva, nos inícios do século XVII; depois, no século XVIII, há evidências mais fortes e documentadas de um povoado que inicia a sua consolidação em 1724, principalmente, por se ter agregado à rota de escoamento de parte do ouro extraído nas Minas Gerais; quase concomitantemente, desempenhou o papel de centro de abastecimento de algumas áreas mais próximas do Vale do Paraíba, fatos esses reconhecidos pela literatura histórico-científica, e já bastante conhecidos e divulgados. Sabe-se, também, que essas atividades geraram rendas e, consequentemente, aglutinaram-se pessoas ao seu redor.
Desses primórdios, remontam dois edifícios da maior importância histórica para a depois Vila de Nossa Senhora da Conceição do Falcão: a Igreja Matriz, consagrada a Nossa Senhora da Conceição (1731) e, da mesma época, a Igreja depois denominada Igreja de Nossa Senhora do Rosário dos Pretos (1793), que servia de local de culto para os escravos e brancos pobres; por sua vez, outros exemplos vêm reforçar a riqueza do patrimônio histórico, artístico e arquitetônico da Cidade. Através dos professores João José de Oliveira Veloso e José Eduardo Marques Mauro foi criado o COMPHACC (Conselho Municipal do Patrimônio Histórico, Artístico e Cultural de Cunha)em 2008. Este Conselho, sob a presidência do professor José Eduardo, foi responsável pelo tombamento dos imóveis urbanos abaixo, conforme Decreto Municipal nº. 014/2008 (Rerratificado pelo Decreto Municipal nº. 046/2009):
I - GP1 - Proteção integral das fachadas, volumetria e interior da edificação
- A - Igreja Matriz de Nossa Senhora da Conceição (Praça Cônego Siqueira s/n)
- B - Igreja do Rosário (Praça do Rosário s/n)
- C - Escola Estadual Dr. Casemiro da Rocha (Rua Dr. Casemiro da Rocha, 205)
- D - Mercado Municipal (Rua Dom Lino, 118)
- E - Sobrado à Praça Coronel João Olímpio, 52 (Antiga Câmara Municipal e Prefeitura)

II - GP2 - Proteção das fachadas e volumetria da edificação
- A - Rua Dom Lino, 49, 53, 93, 101.
- B - Praça Cônego Siqueira, 1, 46, 58, 91, 97, 117.
- C - Travessa Paulo Virgínio, 10.
- D - Rua Comendador João Vaz, 43.
- E - Praça Coronel João Olímpio, 05, 09, 17, 27, 65, 91.
- F - Rua João Manoel Rodrigues, 17 e 51
- G - Rua Major Santana, 53 e 147.
- H - Rua Dr. Casemiro da Rocha, 43.
- I - Rua Coronel Macedo, 71.

O COMPHACC é presidido pelo arquiteto e urbanista Ricardo Bandeira de Mello Laterza.

## Religião

### Cristianismo
O Cristianismo se faz presente na cidade da seguinte forma:
Desde a fundação da cidade, o catolicismo é proeminente no município, cuja zona urbana cresceu ao redor da Paróquia de Nossa Senhora da Conceição. Por causa da extensão do município, a Igreja Católica tinha pouco contato com as comunidades rurais, que mantinham um catolicismo com características próprias, contribuindo para o surgimento de muitas festas populares de caráter religioso. A primeira igreja erigida em Cunha foi a Capela de Jesus, Maria e José, no bairro rural da Boa Vista, em 1724, dentro das terras do português Luiz da Silva Porto. A Igreja Matriz, consagrada à Nossa Senhora da Conceição, foi construída na década de 1720, sendo concluída em 1731, nas terras do povoador José Gomes de Gouveia. A Capela de Nossa Senhora dos Remédios, localizada na Vila de Campos de Cunha foi concluída em 3 de junho de 1859, sendo erigida em terras doadas por Manoel Lopes D'Assunção. O município de Cunha faz parte da Diocese de Lorena.
Cunha foi o segundo município do Vale do Paraíba onde o protestantismo se estabeleceu, nos fins do século XIX. Em 1895, missionários metodistas oriundos da cidade de Taubaté, chegaram ao bairro rural da Mandinga (atual bairro do Jericó, o nome foi alterado pelos metodistas do local)  e estabeleceram no bairro o primeiro ponto de pregação do protestantismo. Em 1901 é fundada a Igreja Metodista do Jericó. Na década de 1920, praticamente todos os fazendeiros e o resto da população do bairro e redondezas já haviam aderido à fé metodista. Em 1928, é fundado o segundo templo metodista, no bairro do Cume. O pentecostalismo instalou-se 1933 no Distrito de Campos de Cunha, por influência do pastor Afonso Serafim, ex-metodista, que aderiu à Igreja Evangélica Assembleia de Deus após ter contato com este grupo religioso em Paraty. No início, o protestantismo encontrou uma forte oposição para se estabelecer na zona urbana. Somente em 1953, os metodistas fundam seu templo na cidade de Cunha. Igrejas pentecostais, como a Congregação Cristã no Brasil, começam a se estabelecer no município nos anos posteriores.
Dentro do contexto da religiosidade popular católica, existe, em Cunha, a figura de Maria Guedes (1882 - 1959), a "Sá Mariinha das Três Pontes", curandeira e vidente. Durante sua vida, realizou curas, benzimentos e receitava remédios homeopáticos. Após a sua morte, passou a ser venerada pela população cunhense como santa. A casa onde morou, no bairro rural das Três Pontes, bem como a capela adjacente é um local de romaria. Seu túmulo, no Cemitério Municipal de Cunha, é visitado no Dia de Finados por devotos de vários locais.
A Igreja Metodista é a única denominação protestante histórica do município, embora haja fiéis de outras denominações históricas. Foi a primeira Igreja Evangélica a se instalar no município, ainda no Século XIX. Em 1901, foi inaugurada a Igreja Metodista do Jericó. No Brasil, Cunha é o município com a terceira maior proporção de metodistas em relação à população total, com 5,7% (a primeira é Armação dos Búzios, com 10,75%; seguida por Itaocara, com 7,5%). Devido à intensa migração de cunhenses para outras cidades, metodistas de origem cunhense são encontrados na maioria das igrejas metodistas das cidades do Vale do Paraíba, Mogi das Cruzes, Suzano etc.
A Igreja Católica Apostólica Romana tem na área rural do município uma maior porcentagem de fiéis que dentro do perímetro urbano, entretanto, há bairros rurais com a maioria da população evangélica, tais como: Jericó, Carneiros e Serra do Indaiá.
A Igreja Evangélica Assembleia de Deus se concentra principalmente no distrito de Campos de Cunha.
As maiores festas religiosas são católicas, com destaque para: Festa do Divino Espírito Santo, Semana Santa e a Festa da Padroeira Nossa Senhora da Conceição. Anualmente, os evangélicos de Cunha se reúnem na Cruzada Evangelística "Cunha para Cristo".
Nos últimos anos, há um crescimento das denominações neopentecostais. No catolicismo, cresce a influência da Renovação Carismática, devido à proximidade com a comunidade "Canção Nova".

### Estatísticas
Porcentagem da população de Cunha por filiação religiosa (2010):
- Católicos Romanos - 75,2%
- Evangélicos - 21,4%
  - Igreja Metodista - 5,7%
  - Igreja Evangélica Assembleia de Deus - 5,5%
  - Congregação Cristã no Brasil - 0,8%
  - Igreja Adventista do Sétimo Dia - 0,7%
  - Igreja do Evangelho Quadrangular - 0,6%
  - Outras Igrejas Pentecostais/Neopentecostais - 8,1%
- Sem religião/ Não sabe - 1,9%
- ateus - 0,7%
- Testemunhas de Jeová - 0,5%
- Agnósticos - 0,1%
- Espíritas - 0,1%
- Outras religiões (tradições esotéricas, mórmons, outros cristãos) - 0,1%